# Кардашин
Кардашин (Паланка) — острів при впадінні річки Чайки у Кардашинський лиман поблизу села Солонці Олешківського району Херсонської області, Україна. З XVII ст. на цьому острові знаходилась прикордонна фортеця. Перша згадка про неї датується 1671 роком І. Сірко, прямуючи з Очакова у Січ, залишив у паланці Кардашин провіант та зброю.  Також одна із згадок про цю козацьку фортецю датується 12 червня 1678 року, коли кошовий отаман Іван Сірко, розгромивши на річці Корабельної (Корабелка) турецьку флотилію, залишив тут трофеї і полонених.